# 阿寺の七滝
 阿寺の七滝（あてらのななたき）は、愛知県新城市の阿寺川にある滝。

## 概要
合計落差62メートル。滝および周辺は国の名勝および天然記念物に指定されている。日本の滝100選の一つ。
自然林内の礫岩の断層にかかる7段の滝となっている事から、七滝と名付けられた。この礫岩は子抱石といわれ、祀ることで子宝に恵まれるとの伝承がある。なお、滝の竜神は雨乞の神として信仰されている。上から2番目・5番目の滝壺には深さ7メートルにおよぶ甌穴がある。また陰陽師の安倍晴明が若年期に滝で修行したという伝説があり、晴明が使ったという井戸が現存する。

### 各段の滝について
阿寺の七滝の七段の各滝にはそれぞれ固有名が付けられている。

#### 霹靂滝
霹靂（へきれき）滝は最下段の滝。落差9メートル。

#### 虎嘯滝
虎嘯（こしょう）滝は下から2段目の滝。落差13メートル。滝壺の深さは4メートルある。

#### 龍攘滝
龍攘（りゅうじょう）滝は下から3段目の滝で、落差は7メートル。

#### 長霓滝
長霓（ちょうげい）滝は下から4段目の滝で、落差は25メートル。

#### 雄飛滝
雄飛（ゆうひ）滝は下から5段目の滝で、落差は2メートルあり、滝壺の深さは7メートルもある。

#### 素練滝
素練（それん）滝は下から6段目の滝。落差は4メートル。

#### 敲壺滝
敲壺（こうこ）滝は最上段の滝。落差は2メートル。

## アクセス

### 公共交通機関
- JR飯田線 本長篠駅または三河大野駅からSバス秋葉七滝線で「七滝口」停留所下車、徒歩で約15分。

### 自家用車
- 国道257号から愛知県道439号能登瀬新城線を北上、明治橋西交差点を右折してすぐ右折し愛知県道442号鳳来佐久間線を6.4キロメートルほど進むと左手に専用駐車場がある。駐車場より徒歩約15分。